# 太醫令
太医令，中国古代医官名。掌管医事行政的最高长官，太医署或太医院的行政长官。
太医令俸六百石，为太医之长，掌管诸医。战国时秦国置，为侍医之长。“秦制二十等爵以赏功劳”，太医令的爵位在八等或以下。汉承秦制，置太医令。其下设“太医丞”，为太医令的助手。太医令一人，掌太医；属官有太医方丞一人，掌治疗；太医药丞一人，掌药剂；吏十九人，医生二百九十三人。西汉时太常、少府皆有太医令丞，属于太常的为百官治病，掌管卫生行政及管理宫廷太医；属少府的则与太官、汤官等伺应宫廷。有经验良方，颁行于各郡国。东汉、魏晋南北朝沿设。西晋属宗正，东晋属门下省。南朝宋、齐、梁、陈沿置。北齐太常所属有太医署，置令、丞掌医药事，门下省所属有尚药局，掌御医。隋唐改称“太医署令”。宋代的医务机构除太医局外，有翰林医官院和御药院等，医官亦比照文武官员特加官阶之号。太医局长官为提举。